# Kamenice (okres Jihlava)
Městys Kamenice (německy Kamenitz) se nachází v okrese Jihlava v Kraji Vysočina. Rozkládá se na Moravě, na území regionu Moravské Horácko. Žije zde přibližně 2 000 obyvatel.
Sousedními obcemi sídla jsou Svatoslav, Meziříčko, Bítovčice, Brtnice, Nadějov, Vysoké Studnice, Chlumek, Pavlínov, Měřín, Radošov, Horní Smrčné a Věžnice.

## Název
Název se vyvíjel od varianty Kamenicz (1358), Kamenicze (1556), z Stare Kamenicze (1592), Kamenitz (1633, 1678, 1718, 1720, 1751) až k podobám Kamenitz a Kamenice v roce 1846). Od počátku 20. stoleté Kamenice na Moravě. Název je rodu ženského, čísla jednotného, genitiv zní Kamenice. Místní jméno vzniklo přidáním substantivní přípony -ica k přídavnému jménu kamenná a znamenalo říčku, která tekla kamenitým dnem; v níž se těžil kámen či ves s kamennými domy. V některých pramenech se používalo přídavné jméno Stará pro rozlišení od nedaleké Kameničky.

## Historie
První písemná zmínka o obci pochází z roku 1391, kdy je v městské knize Velkého Meziříčí uveden jistý Svach z Kamenice. Dosud uváděné datum 1358 zmiňuje Dobeše a Jindřicha z Kamenice, kteří se však psali po Kamenici nad Lipou. Nelze je tak spojit s dějinami Kamenice u Jihlavy. Na místní "tvrzi" měla letní sídlo Kateřina z Valdštejna, manželka Karla staršího ze Žerotína. Konala se tu schůzka Jiřího z Poděbrad s Matyášem Korvínem a měl zde nocovat i Fridrich Falcký.
Od roku 1869 sem přísluší Vržanov a 1. července 1989 se místními částmi Kamenice staly Kamenička a Řehořov. Obci byl 11. března 2008 obnoven status městyse. Obec Kamenice v roce 2009 obdržela ocenění v soutěži Vesnice Vysočiny, konkrétně získala ocenění modrý diplom, tj. diplom za vzorné vedení obecní knihovny.

## Přírodní poměry
Kamenice leží v okrese Jihlava v Kraji Vysočina, historická země Morava. Nachází se 9 km jihozápadně od Měřína, 19 km západně od Velkého Meziříčí, 7 km severně od Koutů, 18 km východně od Jihlavy, 8 km východně od Luk nad Jihlavou a 7 km jihovýchodně od Vysokých Studnic. Geomorfologicky je oblast součástí Česko-moravské subprovincie, konkrétně Křižanovské vrchoviny a jejího podcelku Brtnická vrchovina, v jejíž rámci spadá pod geomorfologický okrsek Řehořovská pahorkatina. Průměrná nadmořská výška činí 510 metrů. Nejvyšší bod, Bílá hora (659 m n. m.), leží na jižně od městyse, kde se nachází i Kamenická strážka (618 m n. m.) a Vrchy (603 m n. m.) a v těsné blízkosti Kamenice na severovýchod Jansův vršek (563 m n. m.). Městysem protéká řeka Kamenička, na níž jihovýchodně od Kamenice stojí Panský rybník. Západně od Kamenice se do Kameničky zprava vlévá Železný potok. Na území místní části Vržanov leží dvě přírodní památky Pahorek u Vržanova a Prosenka.

## Obyvatelstvo
Podle sčítání 1930 zde žilo v 345 domech 1 729 obyvatel. 1 721 obyvatel se hlásilo k československé národnosti a 1 k německé. Žilo zde 1 468 římských katolíků, 20 evangelíků a 192 příslušníků Církve československé husitské.
| Rok            | 1869 | 1880 | 1890 | 1900 | 1910 | 1921 | 1930 | 1950 | 1961 | 1970 | 1980 | 1991 | 2001 | 2011 |
| Počet obyvatel | 2704 | 2849 | 2764 | 2756 | 2691 | 2601 | 2563 | 2228 | 2382 | 2098 | 1928 | 1924 | 1768 | 1824 |

| Rok            | 1869 | 1880 | 1890 | 1900 | 1910 | 1921 | 1930 | 1950 | 1961 | 1970 | 1980 | 1991 | 2001 | 2011 |
| Počet obyvatel | 1745 | 1920 | 1898 | 1856 | 1809 | 1746 | 1729 | 1524 | 1649 | 1422 | 1313 | 1393 | 1268 | 1300 |

## Správa a politika

### Místní části, členství ve sdruženích
Městys je rozdělen na čtyři místní části (Kamenice, Kamenička, Řehořov a Vržanov), které leží na čtyřech katastrálních území (Kamenice, Kamenička, Řehořov a Vržanov) a má čtyři stejnojmenné základní sídelní jednotky.
Kamenice je členem Svazku obcí mikroregionu Loucko a místní akční skupiny LEADER – Loucko.

### Zastupitelstvo a starosta
Městys má patnáctičlenné zastupitelstvo, v čele pětičlenné rady stojí starostka Eva Jelenová.
| Období    | Voliči | Účast v % | Mandáty | Výsledky | Starosta     |
| --------- | ------ | --------- | ------- | --- | ------------ |
| 2002–2006 | 1418   | 62,34     | 15      | 4 KDU-ČSL 4 Kamenická patnáctka pro vás 3 Za rozvoj Řehořova 2 ČSSD 2 Za rozvoj Kameničky                    | Eva Jelenová |
| 2006–2010 | 1447   | 63,79     | 15      | 5 Sdruž. kamenických nezáv.kand. 3 KDU-ČSL 3 SNK ŘEHOŘOV 2 ZA ROZVOJ KAMENIČKY 2 ČSSD                        | Eva Jelenová |
| 2010–2014 | 1489   | 57,35     | 15      | 6 Sdruž. kamenických nez. kand. 4 KDU-ČSL 3 SNK ŘEHOŘOV 2 Za rozvoj Kameničky                                | Eva Jelenová |
| 2014–2018 | 1537   | 61,94     | 15      | 5 Sdruž. kamenických nez. kand. 3 KDU-ČSL 3 Záj. spolky – nezisk. organ. 2 SNK ŘEHOŘOV 2 Za rozvoj Kameničky | Eva Jelenová |

### Znak a vlajka
Právo užívat znak a vlajku bylo městysi uděleno rozhodnutím Poslanecké sněmovny Parlamentu České republiky dne 9. října 2007. Znak: V modrém štítě pod stříbrnou hlavou se třemi dolů obrácenými černými mnišskými kápěmi vedle sebe vyrůstající zlatá berla se dvěma vlajícími stříbrnými sudarii se zlatým třepením.
Vlajka: List tvoří dva svislé pruhy, bílý a modrý, v poměru 1 : 5. V bílém pruhu tři dolů obrácené černé mnišské kápě nad sebou, v modrém pruhu vyrůstá z dolního okraje listu závitem k žerdi žlutá hlavice berly s bílými sudarii se žlutým třepením. Poměr šířky k délce listu je 2 : 3.

## Doprava
Územím obce prochází dálnice D1. Dále jím prochází silnice II/351 v úseku Polná – Kamenice – Třebíč a silnice II/602 v úseku Měřín – Řehořov – Jihlava.
Silnice III. třídy jsou:
- III/3494 Brodek – Kamenice
- III/3516 Kamenice – Bítovčice
- III/3517 odbočka z III/3516 na Vržanov
- III/3518 Měřín – Kamenička – Kamenice
- III/3519 Radošov – Horní Smrčné[21]

Dopravní obslužnost zajišťují dopravci ICOM transport, TRADO-BUS a Tourbus. Autobusy jezdí ve směrech Brno, Velké Meziříčí, Jihlava, Tábor, Písek, Strakonice, Velká Bíteš, Luka nad Jihlavou, Kamenička, Vržanov, Měřín, Puklice, Řehořov, Bransouze, Věžnice, Radošov, Třebíč a Náměšť nad Oslavou. Obcí prochází zeleně značená turistická trasa z Vržanova do Kameničky.

## Školství, kultura a sport
Základní škola a Mateřská škola Kamenice je příspěvková organizace, kterou zřizuje městys Kamenice. Do školy dochází rovněž děti z místních částí Kamenice (Kamenička, Řehořov, Vržanov) a několika menších obcí v okrese Třebíč (Radošov, Chlum, Kouty, Horní Smrčné). Ve školním roce 2013/2014 navštěvovalo zařízení 175 žáků. Mateřská škola má kapacitu 100 dětí. Místní knihovna vznikla v roce 1919.
Působí zde Sbor dobrovolných hasičů Kamenice. SK Kamenice 1933 hraje v sezoně 2014/2015 fotbalovou III. třídu mužů v okrese Jihlava. Tělocvičná jednota Sokol Kamenice patří do župy Plk. Švece, sídlí v opravené sokolovně, obnovena byla v roce 2009, členové se věnují stolnímu tenisu a fitness. Orel jednota Kamenice se řadí do župy Kubišova, v roce 2014 měla 38 členů.

## Pamětihodnosti
- Budova čp. 20 v dolní části náměstí, dosud mylně považovaná za tvrz, je ve skutečnosti součástí někdejší zájezdní hospody, stávající severně od ní v místech dnešní křižovatky. Naprosto shodná dispozice goticko-renesanční stavby byla zjištěna také u domu čp. 72 asi 60 metrů východně od „tvrze“. V budově sídlí Muzeum v Kamenici.
- Kostel svatého Jakuba Staršího s románským jádrem (obvodové stěny lodi, spodní úroveň věže) byl součástí románského hradu, jehož pozůstatky jsou dosud patrny. Kolem kostela jsou dochovány stopy valů a příkopu někdejšího opevnění. Gotický presbyterář je z druhé poloviny 15. století a renesanční věž před západním průčelím pochází z roku 1535. Nový vstup do kostela ze západní strany byl proražen mezi lety 1723–1765.
- Kaple svaté Anny na náměstí z roku 1730
- Kaplička svatého Cyrila a Metoděje směrem na Brodek
- Výklenková kaplička nad potokem
- Smírčí kámen u pazderny
- Dvojice kašen na náměstí z počátku 18. století
- Fara na jihozápadním okraji vesnice
- Budova čp. 299 bývalý lihovar
- „Špitálka“ – budova obecního špitálu z roku 1811

## Galerie

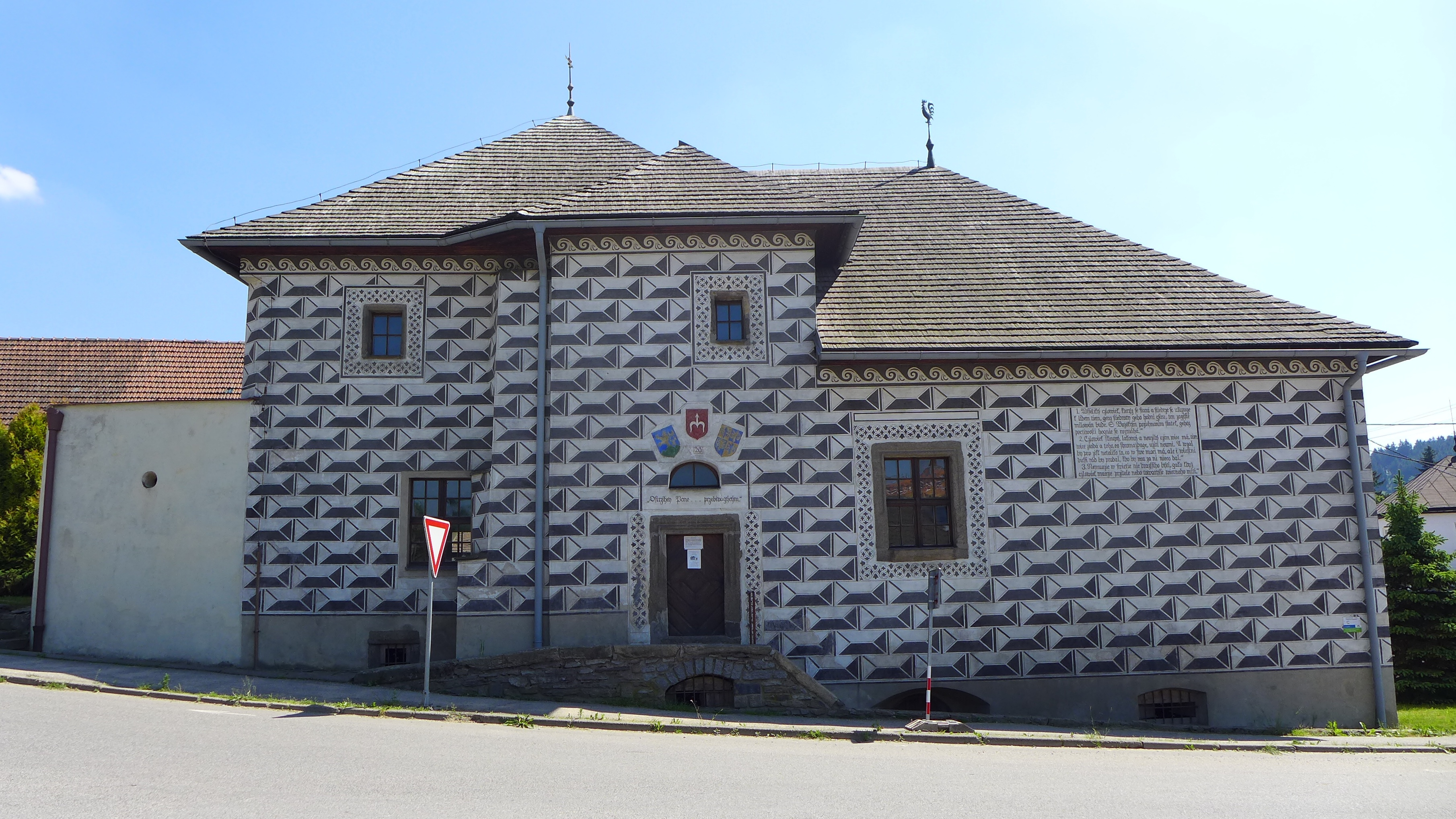
Tvrz
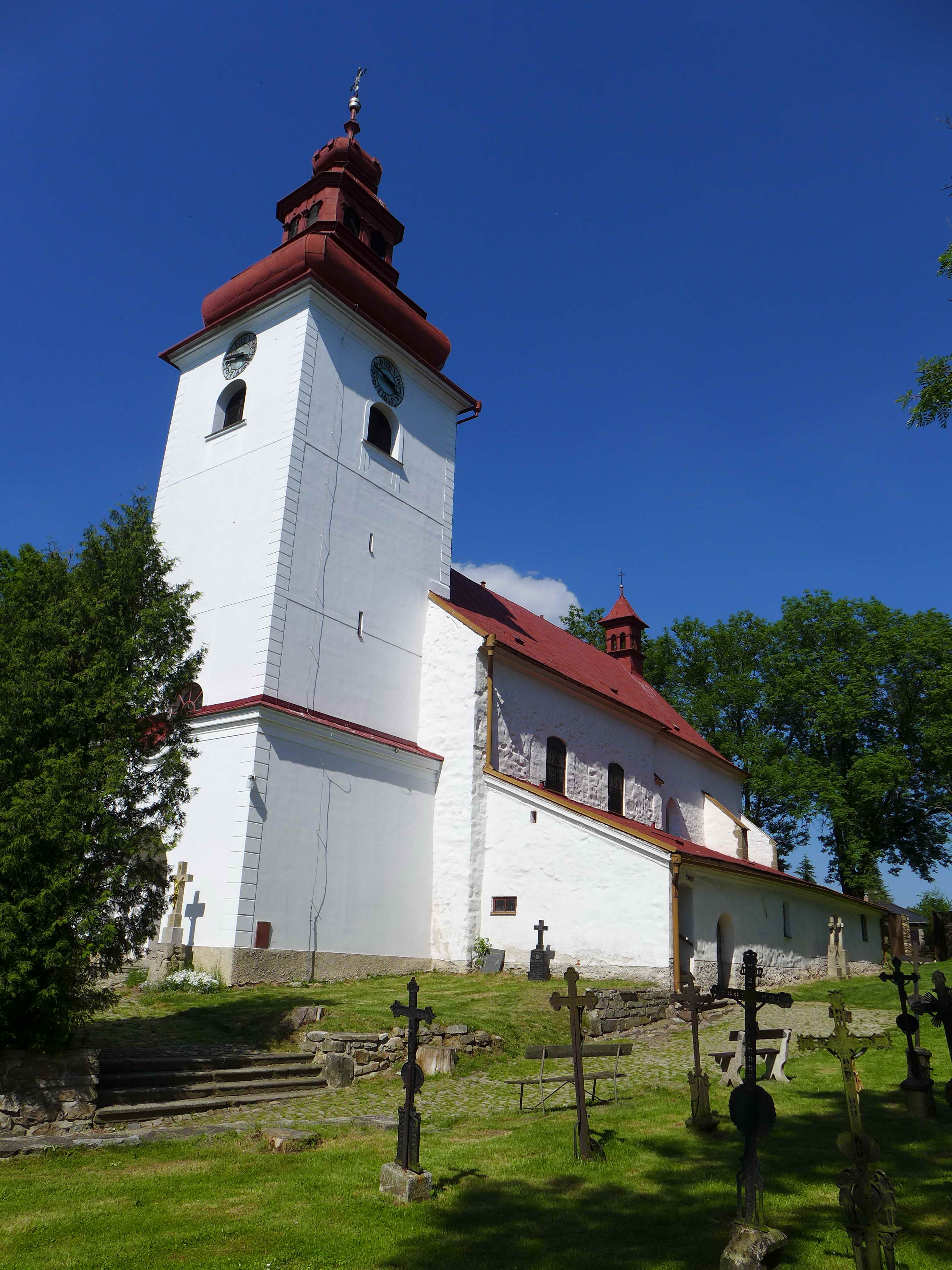
Kostel svatého Jakuba Většího
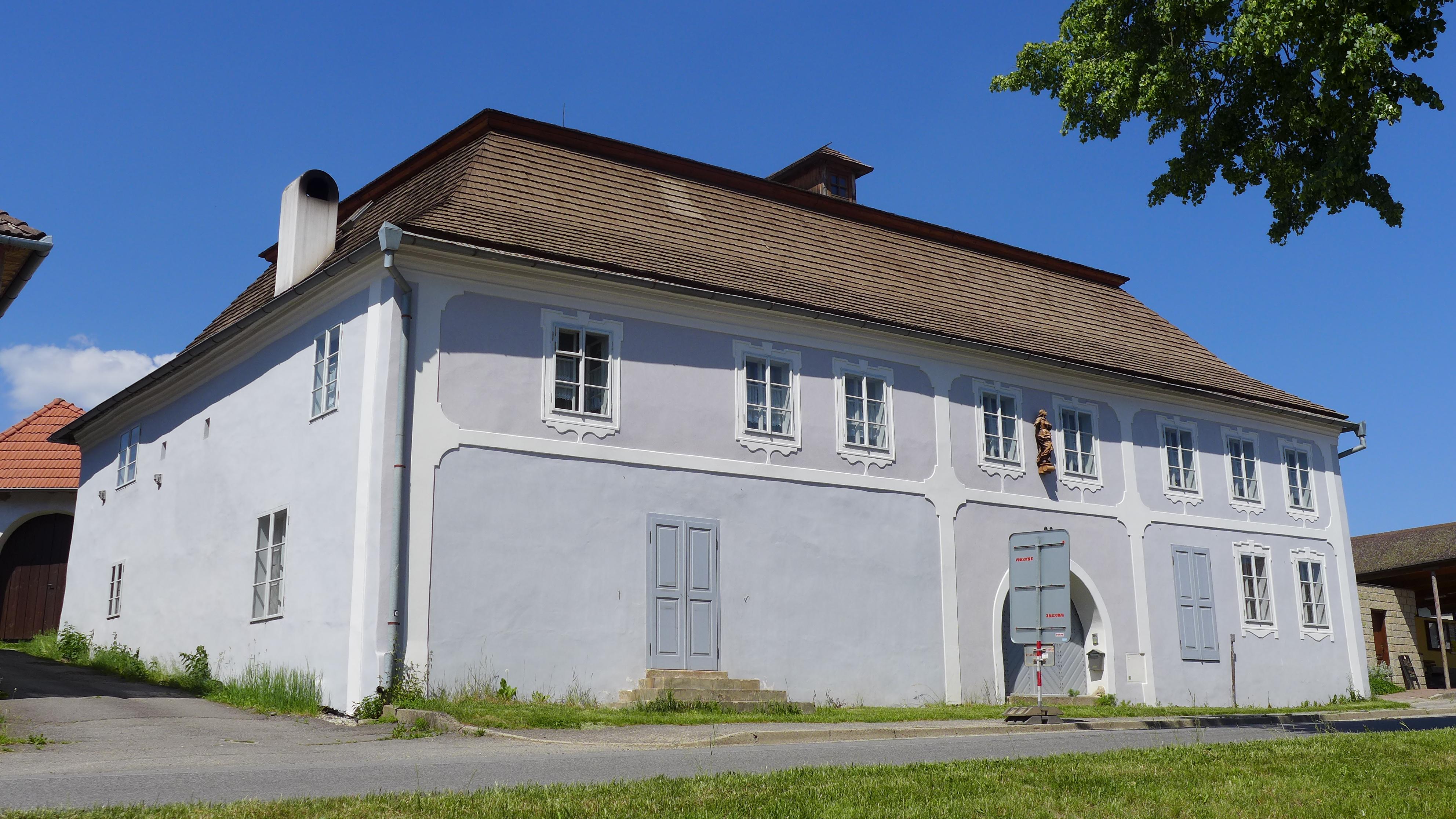
Usedlost č. p. 28
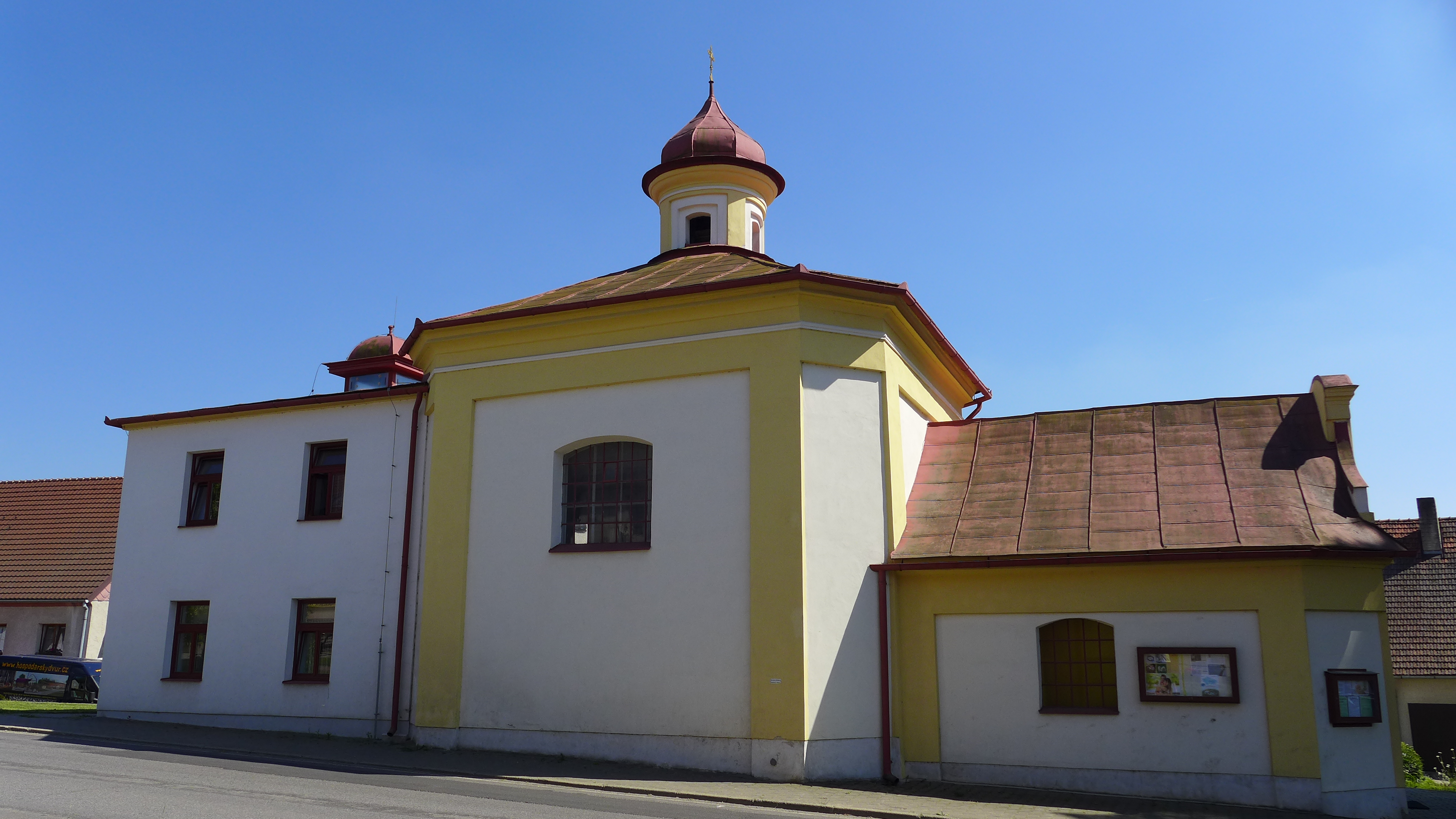
Kaple svaté Anny

## Osobnosti
- Jakub z Kamenice
- František Krommer (1759–1831), hudební skladatel
- František Široký (1912–1976), voják a příslušník výsadku Calcium
- Františka Kyselková (1865–1951), etnografka
- Franz Jonas (1899–1974), rakouský spolkový prezident (1965–1974), jeho otec Josef Jonáš pocházel z Kamenice, odkud odešel v roce 1895 do vídeňského Floridsdorfu [30]